# 世界ぱんぱかパンの旅
『世界ぱんぱかパンの旅』は、山本ありによる日本の漫画。パンをめぐる旅をするグルメ漫画。
山本が執筆するパン漫画である『やっぱりパンが好き』『パンは呼んでいる』『京都ご当地サンドイッチめぐり』についてもとりあげる。

## 登場人物

### 主要人物
パンシリーズは主人公（=作者）のほか、友人であるアコがほぼ旅の相棒として登場。「やっぱりパンが好き」は山本、アコのコンビで東名阪・広島・北海道・ドイツのパン食レポート。
山本あり
主人公にして作者。パン好きゆえに一人、あるいは友人・知人とパンをめぐる旅をする。好奇心旺盛な東京都出身だが、一人旅が心配ということで毎回、アコやほかの人を誘う。
アコ
「世界ぱんぱかパンの旅・北欧編」「やっぱりパンが好き」「京都ご当地サンドイッチめぐり」に登場した、山本の親友。お酒好きな岐阜県出身。山本程パン好きというわけではないが、よくパン旅に同伴。

### 北欧編
イースト・プレスから出版された「世界ぱんぱかパンの旅・北欧編」に登場した人物。
東京発コペンハーゲン行き飛行機のCA
彼女の配布した機内食にパンがあり、山本は「コペンに到着するまで食べない」と思っていたが、食指が動いて食べる事にした。
ヘルシンキ・バンター空港のグランドスタッフ
コペンハーゲン乗り継ぎでヘルシンキに到着して早々、「本当にフィンランドの首都ヘルシンキに上陸したか心配」という山本とアコに接した3人。金髪男と茶髪男が「君たちは北極圏にいるよ」というが、すぐ茶髪女が「からかっただけ」とフォロー。実は、バスで20分でヘルシンキに行けることがわかった。
ヘルシンキ・カワバットリ（マーケット広場）えんどう豆屋台の人
市場の客がえんどう豆を食べるのを見かけて、山本とアコはすぐそばのえんどう豆屋台で購入。
コペンハーゲン・国立博物館付近市場食堂の店員
サンドイッチを食べようとして待っていたら、コンピューターミスでオーダーが通らず、売り切れと説明。同じ料金でディナーのポークを食べさせてくれた。
コペンハーゲントラム乗客のおじさん
アンデルセンチボリ支店（日本のベーカリーがデンマークに出店）を訪れるためにトラムに乗車したが、興奮して声を出してしまい、居合わせたおじさんに「ここはサイレントシートだから静かにしなさい」と注意された。

### ロンドン編
イースト・プレスから出版された「世界ぱんぱかパンの旅・ロンドン編」に登場した人物。
マミーナ
「世界ぱんぱかパンの旅・ロンドン編」に登場した、山本の友人。海外出張によく行き、英会話を学んでいるが…英国には最近訪問していなかった。山本と英国の話をしている内に尻を叩かれて、同行。
東京発ロンドン行き飛行機のCA
朝食は彼女が配布した機内食から山本はヌードル（焼きそば）、マミーナはエッグ（スクランブルエッグ）を選んだ。昼食は山本待望のパンだった。
ロンドン・ホークスムーア＝ギルドホールのイケメン店員
二日目の朝食、エッグベネディクトを食べに来店。出てきたパンについて山本が聞くと「サワードゥ」と判明した。
ロンドン・リスボアパティスリーの常連おじさん、店員。
おじさんは店のエッグタルトを説明、店員はクロワッサンをすすめてくれた。
ロンドン・クリスタルケバブの店員
二日目の夜、酒を飲みたいマミーナのため、山本はケバブの店に入ろうと一緒に入店。ケバブを
購入して、ホテルでそれを肴に先に買い込んだビールを飲んだ。
ロンドン・ブラワンズホテルの「イングリッシュティールーム」スタッフ
折角英国へ来たのだからと、山本がアフタヌーンティーを予約。五日目にマミーナと入店。紅茶の敷居の高さに驚くが、スコーン・サンドイッチ・ケーキを楽しんだ。この店はアガサ・クリスティも来店。

### パンが呼んでいる
ガイドワークスから出版された「パンは呼んでいる」に登場した人物。同社出版のパンラボ編纂による『パンラボ&comics』にも一部掲載。
柏手 重宝（かしわで ちょうほう）
山本、ガイド・ワークスと手を組んで一緒にパン店巡り（取材）した「パンラボ」（パンを研究するところ）関係者。「パン店をサーフィンするのに、自転車を利用するのは合理的である」と山本に助言、山本、松尾と一緒に自転車で鎌倉・東京西部（国立と立川）のベーカリー巡り（取材）をした。
松尾 憲良（まつお のりよし）
柏手と同じく「パンラボ」関係者。山本・柏手と共に自転車でベーカリー巡り（取材）をした、撮影担当。買い食い派の柏手に対して、山本と彼はイートインもしてみたいと思った。
ジョン・ファブロー
映画『シェフ 三ツ星フードトラック始めました』の監督・主演者。彼が演じたシェフのカール・キャスパーが屋台で売っていたキューバサンドイッチを見て、本場キューバの首都ハバナで食べたいと山本が渡航。しかし、店によっては無いなどで困惑した。
ミズノメグミ
山本、柏手、松尾が鎌倉サイクリングパン旅で訪問した「HONEY&HERB」の店主。「パンラボ」主宰者である池田浩明が以前来店。彼女曰く、坂の上にあるので「電動でないときつい」とか。
シンボユカ
山本、柏手、松尾が国立・立川サイクリングパン旅で訪問した立川市「シンボ」の店主。もともと自転車店だったのをリノベーションして開業、ここでは三人はイートイン。

### 京都ご当地サンドイッチめぐり
産業編集センターから出版された「京都ご当地サンドイッチめぐり」に登場した人物。
「ジェムルブルー」店主夫婦
御幸町丸太町の、ほぼ週1日しか営業しないベーカリーカフェを営む。定休日は建築の仕事をしている。
てらいまき
山本の友人で京都出身のイラストレーター。彼女から前田珈琲のミックスサンドを紹介され、来店。
「たま木亭」の常連客
山本が旧店舗時代に来店したとき、常連おじさんは「ここはサンドイッチが好きだが、午前中に売り切れる」と助言。新店舗に変わり、山本はアコを誘い早起きして来店。近所のとある若社長も従業員への差し入れにと、山本・アコと一緒に行列に並ぶ。
池波正太郎
山本がアコを伴い、老舗喫茶「イノダコーヒ」へ来店したきっかけとなった文豪。彼が「イノダ」のサンドイッチを賛美したエッセーに惹かれた。二人は彼が食べたクラブサンドイッチを注文。
竹久夢二
アコが山本を伴い、「夢二カフェ」へ来店したきっかけとなった画家。彼の作品が展示されている喫茶店という事で、アコが魅了されてすすめたという。
今いくよ・くるよ
山本・アコが来店した「まるき製パン」の（学生時代における）常連客であった。
長谷川良子
老舗果物店「ヤオイソ」の店主。彼女が営むフルーツパーラーに、フルーツサンド目当てで来店。

## 書誌情報
- 山本あり 『世界ぱんぱかパンの旅』 イースト・プレス、2巻
  1. 2014年3月14日発行 ISBN 978-4-7816-1145-7
  2. 2015年11月11日発行 ISBN 978-4-7816-1145-7
- 山本あり 『やっぱりパンが好き』 イースト・プレス、1巻
  1. 2012年4月20日発行 ISBN 978-4-7816-0761-0
- 山本あり 『パンは呼んでいる』 ガイド・ワークス、1巻
  1. 2017年5月28日発行 ISBN 978-4-86535-475-1
- 山本あり 『京都ご当地サンドイッチめぐり』 産業編集センター、1巻
  1. 2019年2月14日発行 ISBN 978-4-86311-212-4